# Eparchie jekatěrinburská
Eparchie Jekatěrinburg je eparchie ruské pravoslavné církve nacházející se v Rusku.

## Území a titul biskupa
Zahrnuje správní hranice území městského okruhu Jekatěrinburg, městského okruhu Aramil, Arti, Ačit, Berjozovskij, Biserť, Věrchoturje, Polevskoj, Syserť, Šalja, Verchňaja Pyšma, Děgťarsk, Krasnoufimsk, Pervouralsk, Revda, Svobodnyj, Sredněuralsk, Staroutkinsk, Uralskij a Krasnoufimského okruhu a Nižněserginského rajónu Sverdlovské oblasti.
Eparchiálnímu biskupovi náleží titul biskup jekatěrinburský a věrchoturský.

## Historie
Dne 25. prosince 1833 byl jmenován  jekatěrinburský vikarijní biskup permské eparchie.
Roku 1885 byla Svatým synodem zřízena samostatná jekatěrinburská eparchie.
Po pádu monarchie byl zatčen eparchiální biskup Serafim (Golubjatnikov). Najít jeho nástupce nebylo jednoduché. Faktem je, že Prozatímní vlády na jaře 1917 povolily volbu biskupů. Od 16. května do 25. května 1917 probíhala volba jekatěrinburského biskupa. Největší počet hlasů mě inspektor permského semináře N. I. Znamirovskij, tuto volbu však odmitl ve prospěch rektora irkutského semináře archimandrity Sofronije (Arefjeva). Archimandrita však volbu odmítl a volby byly prohlášeny za neplatné. Teprve 20. listopadu 1917 byl jmenován Grigorij (Jackovskij).
V létě roku 1919 byla na Uralu nastolena sovětská moc a začalo se s plněním Dekretu o odluce církve od státu a škol od církve a rozšířilo se zatýkání duchovních. V září 1919 bylo vyhlášeno uzavření všech chrámu a teologické školy zanikly.
V květnu roku 1922, po zatčení patriarchy Tichona začalo renovační schizma. Po propuštění patriarchy Tichona 25. června 1923 se do lůna patriarchální církve vrátila významná část duchovenstva a stáda jekatěrinburské eparchie, zatažená do renovačního schizmatu.
V prosinci 1925 zorganizoval jekatěrinburský arcibiskup Grigorij (Jackovskij), který se nacházel v té době v Moskvě s podporou úřadu tzv. Grigorijánské schizma. Ve 30. letech 20. století přešly úřady od patronace nad grigorijány k jejich ničení: téměř všechny grigorijánské chrámy byly uzavřeny, na Uralu nepřežil jediný biskup a zbývající svobodní kněží přešli na civilní práci.
V roce 1929 začalo hromadné zavírání chrámů a útlak duchovních všech vyznání. V letech 1929-1932 bylo ve sverdlovské eparchii potlačeno 97 kněží: 75 Sergijistů, 11 renovátorů a 11 grigorijánů. Z nich byli dva odsouzeni k trestu smrti a 95 k různým trestům odnětí svobody. Poté začala vlna represí opadat - v letech 1933-1934 bylo k různým trestům odsouzeno pouze 8 kněží (z toho 6 renovátorů). V letech 1935-1936 represe přibývaly, ale pomalu. V roce 1935 bylo ve sverdlovské eparchii odsouzeno 10 kněží, v roce 1936 13 kněží.
Během masových represí v letech 1937-1938 byla eparchie prakticky zlikvidována. V těchto letech se obnovily popravy kněží, které nabyly masového charakteru. V roce 1937 bylo odsouzeno 173 představitelů kléru sverdlovské eparchie (z toho 103 k zastřelení), roku 1938 - 15 (z toho 13 k zastřelení). V letech 1937-1939 byli poprvé odsouzeni kněží starší 70 let (předtím na ně nikdo nesáhl).
Pak začala vlna represí opadat. Počet představitelů duchovenstva sverdlovské eparchie odsouzených v letech 1939-1941 k různým trestům podle roku (nikdo ze sverdlovských kněží nebyl v těchto letech odsouzen k smrti):
- 1939 - 6 osob;
- 1940 - 4 osoby;
- 1941 - 1 osoba. (bylo mu přes 70 let)

Dynamika zavírání chrámů v moderních hranicích Sverdlovské oblasti (podle let):
- 1935 - 50
- 1936 - 36
- 1937 - 40
- 1938 - 33
- 1939 - 15
- 1940 - 14
- 1941 - 17

Význam těchto čísel lze posoudit podle toho, že na území Sverdlovské oblasti v jejích novodobých hranicích bylo k 1. lednu 1937 pouze 139 fungujících chrámů.
Dne 27. července 2011 byly od jekatěrinburské eparchie odděleny eparchie Kamensk a Nižnij Tagil.
Dne 6. října 2011 byly eparchie jekatěrinburská, kamenská a nižnětagilská zahrnuty do jekatěrinburské metropole.

## Seznam biskupů

### Jekatěrinburský vikariát
- 1833–1840 Jevlampij (Pjatnickij)
- 1840–1841 Anatolij (Martynovskij)
- 1841–1845 Melchisedek (Zolotinskij)
- 1846–1859 Iona (Kapustin)
- 1860–1860 Irinej (Bogoljubov)
- 1860–1862 Varlaam (Děnisov)
- 1862–1866 Mitrofan (Vicinskij)
- 1866–1876 Vassian (Čudnovskij)
- 1876–1876 Varsonofij (Ochotin)
- 1877–1878 Modest (Strelbickij)
- 1879–1882 Veniamin (Smirnov)
- 1882–1885 Nafanail (Leandrov)

### Jekatěrinburská eparchie
- 1885–1888 Nafanail (Leandrov)
- 1888–1888 Kirill (Orlov)
- 1888–1891 Polikarp (Rozanov)
- 1891–1894 Afanasij (Parchomovič)
- 1894–1896 Simeon (Pokrovskij)
- 1896–1897 Vladimir (Šimkovič), svatořečený mučedník
- 1897–1900 Christofor (Smirnov)
- 1900–1902 Irinej (Orda)
- 1902–1903 Nikanor (Kamenskij)
- 1903–1910 Vladimir (Sokolovskij-Avtonomov)
- 1910–1914 Mitrofan (Afonskij)
- 1914–1917 Serafim (Golubjatnikov)
- 1917–1917 Serafim (Aleksandrov), dočasný administrátor
- 1917–1926 Grigorij (Jackovskij)
- 1924–1924 Arkadij (Jeršov), dočasný administrátor, svatořečený mučedník
- 1925–1926 Alexij (Buj), dočasný administrátor, svatořečený mučedník
- 1926–1933 Kornilij (Sobolev)
  - 1926–1927 Stefan (Znamirovskij), dočasný administrátor
  - 1927–1927 Viktor (Ostrovidov), dočasný administrátor, svatořečený mučedník
  - 1927–1928 Arkadij (Jeršov), dočasný administrátor, svatořečený mučedník
  - 1928–1930 Valerian (Rudič), dočasný administrátor
  - 1930–1930 Jevsevij (Rožděstvenskij), dočasný administrátor, svatořečený mučedník
  - 1931–1931 Valerian (Rudič)
  - 1931–1932 Alexij (Kuzněcov), dočasný administrátor
  - 1932–1933 Sofronij (Arefjev), dočasný administrátor
  - 1933–1933 Makarij (Zvjozdov), dočasný administrátor
- 1933–1935 Makarij (Zvjozdov)
- 1935–1935 Gleb (Pokrovskij), dočasný administrátor
- 1935–1935 Simeon (Michajlov), nezaregistrován úřady
- 1935–1936 Alexij (Kuzněcov), podruhé, dočasný administrátor
- 1936–1937 Petr (Saveljev), dočasný administrátor
  - 1937–1941 neobsazeno
  - 1942–1943 protojerej Nikolaj Adrianovskij
- 1943–1944 Varlaam (Pikalov)
- 1944–1957 Tovija (Ostroumov)
- 1957–1957 Donat (Ščjogolev)
- 1957–1958 Mstislav (Volonsevič)
- 1958–1958 Pavel (Golyšev), dočasný administrátor
- 1958–1966 Flavian (Dmitrijuk)
- 1966–1966 Leonid (Poljakov), dočasný administrátor
- 1966–1980 Kliment (Perestjuk)
  - 1979–1980 Ilian (Vostrjakov)
- 1980–1984 Platon (Udovenko)
- 1984–1994 Melchisedek (Lebeděv)
- 1994–1999 Nikon (Mironov)
- 1999–2011 Vikentij (Morar)
- 2011–2020 Kirill (Nakoněčnyj)
- od 2020 Jevgenij (Kulberg)